# 熊大新
熊大新（1950年—），中华人民共和国政治人物，曾任北京市人民政府国有资产监督管理委员会党委书记、主任，北京市政协副主席。